# چری اسپرینگ (تگزاس)
چری اسپرینگ (به انگلیسی: Cherry Spring) یک منطقهٔ مسکونی در ایالات متحده آمریکا است که در شهرستان گیلسپی، تگزاس واقع شده‌است. چری اسپرینگ ۲۵ نفر جمعیت دارد و ۵۴۶ متر بالاتر از سطح دریا واقع شده‌است.